# Jocs Olímpics d'Hivern de 1960
Els Jocs Olímpics d'Hivern de 1960, oficialment anomenats VIII Jocs Olímpics d'Hivern, es van celebrar a la ciutat de Squaw Valley (Estats Units) entre els dies 18 i 28 de febrer de 1960. Hi participaren un total de 665 esportistes (521 homes i 144 dones) de 30 comitès nacionals que competiren en 6 esports i 27 especialitats.

## Ciutats candidates
En la 50a Sessió del Comitè Olímpic Internacional (COI) realitzada a París (França) el 16 de juny de 1955 s'escollí la ciutat de Squaw Valley (Califòrnia, Estats Units) com a seu dels Jocs Olímpics d'hivern de 1960 per danvant de:
| Ciutat                 | CON          | Ronda 1 | Ronda 2 |
| Squaw Valley           | Estats Units | 30      | 32      |
| Innsbruck              | Àustria      | 24      | 30      |
| Garmisch-Partenkirchen | Alemanya     | 5       |         |
| Sankt Moritz           | Suïssa       | 3       |         |

## Comitès participants
En aquests Jocs Olímpics participaren un total de 665 competidors, entre ells 521 homes i 144 dones, de 30 comitès nacionals diferents.
Participaren per primera vegada en uns Jocs Olímpics d'hivern el comitè de Sud-àfrica; retornaren Argentina, Dinamarca i Nova Zelanda; i deixaren de participar Bèlgica, Bolívia, Grècia, Iran, Iugoslàvia i Romania. Els equips alemanys de l'Alemanya Occidental i l'Alemanya Oriental participaren plegats sota la denominació d'Equip Unificat d'Alemanya.
| - Alemanya (74) - Argentina (6) - Austràlia (30) - Àustria (26) - Bulgària (7) - Canadà (44) - Corea del Sud (7) - Dinamarca (1) - Espanya (4) - Estats Units (79) |  | - Finlàndia (48) - França (26) - Hongria (3) - Islàndia (4) - Itàlia (28) - Japó (41) - Liechtenstein (3) - Líban (3) - Nova Zelanda (4) - Noruega (30) |  | - Països Baixos (7) - Polònia (13) - Regne Unit (17) - Suècia (47) - Suïssa (21) - Sud-àfrica (4) - Turquia (2) - Txecoslovàquia (21) - Unió Soviètica (62) - Xile (5) |

## Esports disputats
Un total de 6 esports foren disputats en aquests Jocs Olímpics, realitzant-se un total de 27 proves. Respecte a l'edició anterior s'eliminà la prova de bobsleigh, sent aquesta edició l'única en la història dels Jocs Olímpics d'Hivern en no ser-hi present, i s'introduí la modalitat del biatló. En aquesta edició no hi hagué cap esport de demostració.

## Fets destacats

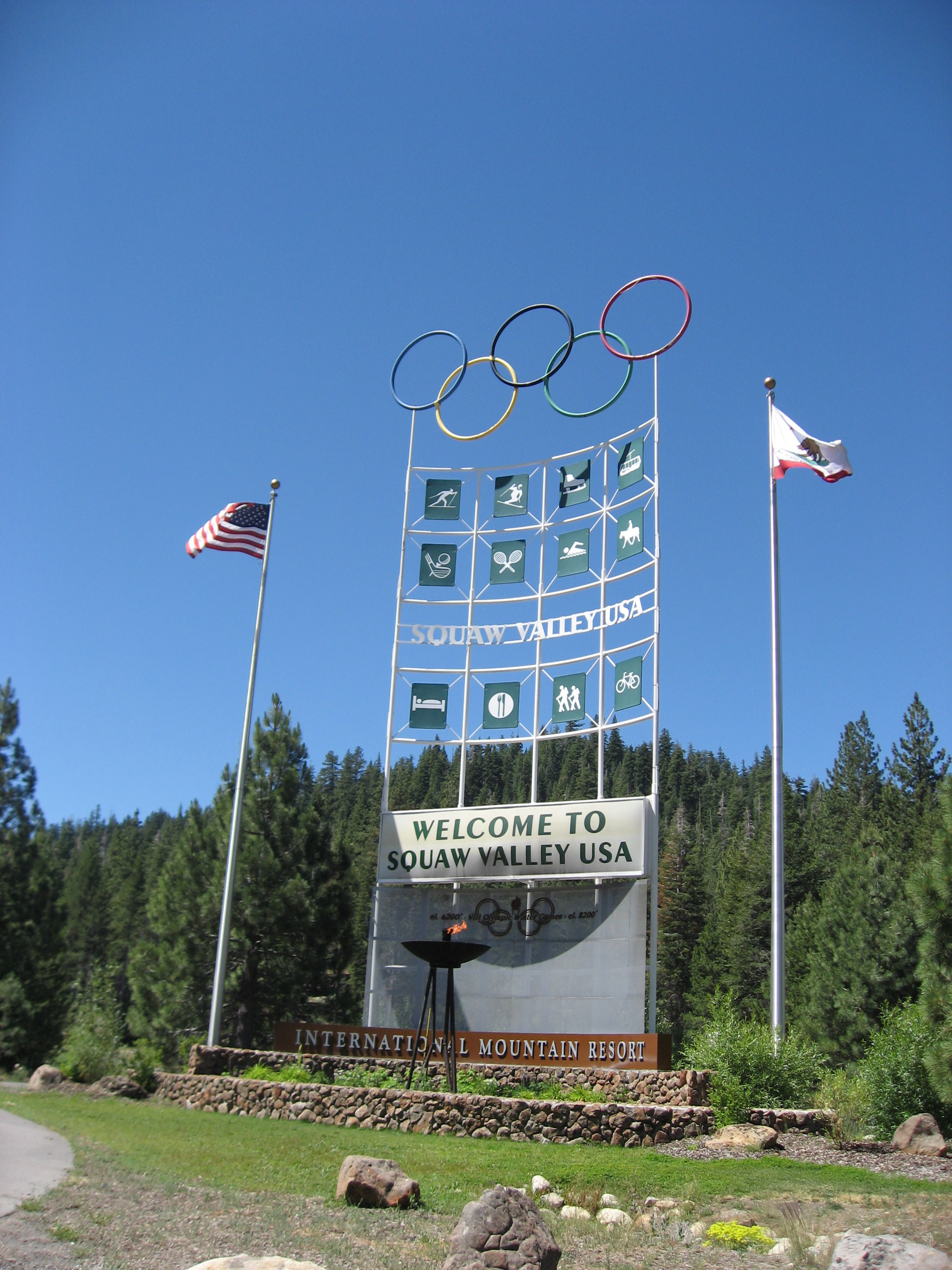
Símbol dels Jocs Olímpics a Squaw Valley.

- Els Jocs foren ignaugurats pel que en aquells moments ocupava el càrrec de vicepresident dels Estats Units Richard Nixon.
- El biatló participà per primera vegada en el programa oficial dels Jocs.
- Gràcies a les pressions exercides per l'equip soviètic en aquests Jocs s'aconseguí la participació de la dona en les proves de patinatge de velocitat sobre gel.
- El francès Jean Vuarnet fou el primer a aconseguir en competir, i guanyar la medalla d'or, en la prova alpina de descens sobre uns esquís de metall.
- La prova d'hoquei sobre gel estigué marcada pels problemes polítics de la guerra freda, i fou destacable la victòria de l'equip nord-americà sobre el soviètic, txecoslovac i el canadenc.
- Per primera vegada s'utilitzà un ordinador per processar els temps.

## Medaller
Deu comitès amb més medalles en els Jocs Olímpics de 1960. País amfitrió ressaltat.
| Jocs Olímpics d'hivern de 1960 | Jocs Olímpics d'hivern de 1960 | Jocs Olímpics d'hivern de 1960 | Jocs Olímpics d'hivern de 1960 | Jocs Olímpics d'hivern de 1960 | Anells Olímpics |
| Posició                        | País                           | Or                             | Plata                          | Bronze                         | Total           |
| 1                              | Unió Soviètica                 | 7                              | 5                              | 9                              | 21              |
| 2                              | Alemanya                       | 4                              | 3                              | 1                              | 8               |
| 3                              | Estats Units                   | 3                              | 4                              | 3                              | 10              |
| 4                              | Noruega                        | 3                              | 3                              | 0                              | 6               |
| 5                              | Suècia                         | 3                              | 2                              | 2                              | 7               |
| 6                              | Finlàndia                      | 2                              | 3                              | 3                              | 8               |
| 7                              | Canadà                         | 2                              | 1                              | 1                              | 4               |
| 8                              | Suïssa                         | 2                              | 0                              | 0                              | 2               |
| 9                              | Àustria                        | 1                              | 2                              | 3                              | 6               |
| 10                             | França                         | 1                              | 0                              | 2                              | 3               |

### Medallistes més guardonats
Categoria masculina
| Nom              | CON            | Disciplina             | Or | Plata | Bronze | Total |
| Veikko Hakulinen | Finlàndia      | Esquí de fons          | 1  | 1     | 1      | 3     |
| Yevgeny Grishin  | Unió Soviètica | Patinatge de velocitat | 2  | 0     | 0      | 2     |
| Håkon Brusveen   | Noruega        | Esquí de fons          | 1  | 1     | 0      | 2     |
| Sixten Jernberg  | Suècia         | Esquí de fons          | 1  | 1     | 0      | 2     |
| Knut Johannesen  | Noruega        | Patinatge de velocitat | 1  | 1     | 0      | 2     |
| Viktor Kosichkin | Unió Soviètica | Patinatge de velocitat | 1  | 1     | 0      | 2     |

Categoria femenina
| Nom               | CON            | Disciplina             | Or | Plata | Bronze | Total |
| Lidiya Skoblikova | Unió Soviètica | Patinatge de velocitat | 2  | 0     | 0      | 2     |
| Maria Gussakova   | Unió Soviètica | Esquí de fons          | 1  | 1     | 0      | 2     |
| Helga Haase       | Alemanya       | Patinatge de velocitat | 1  | 1     | 0      | 2     |
| Liubov Barànova   | Unió Soviètica | Esquí de fons          | 0  | 2     | 0      | 2     |
| Ràdia Ieróixina   | Unió Soviètica | Esquí de fons          | 0  | 1     | 1      | 2     |